# Płaczy dzisia, duszo wszelka
Płaczy dzisia, duszo wszelka (inc.) – średniowieczna pieśń pasyjna w języku polskim, nieznanego autorstwa.
Tekst zachował się w rękopisie z 1551 r., jako część śpiewnika franciszkańskiego przeznaczonego dla kobiet. Manuskrypt przechowywany jest w Bibliotece Kórnickiej, sygn. 44, karty 126-128). Wiadomo o istnieniu starszego przekazu z początku XVI wieku, w którym pieśń została dopisana na ostatniej stronie drukowanego wydania Statua provincialia toti provinciae Gnesnensi edita, jednak obecnie jest on zaginiony.
Pierwszą transliterację tekstu ogłosił w 1915 r. Jan Łoś w publikacji Przegląd językowych zabytków staropolskich do 1543 r.